# Gesslerburg
Gesslerburg (nota anche come Fortezza di Küssnacht) è il nome di una rocca medievale sita in Küssnacht, comune del cantone Svitto in Svizzera. Insieme alla "via cava" (Hohle Gasse, in tedesco) rappresenta luogo legato alla leggenda di Guglielmo Tell. Secondo lo storico svizzero Aegidius Tschudi era dimora del tirannico balivo Hermann Gessler.
Le rovine furono acquistate nel 1908 dalla Confederazione Svizzera per essere conservate quale luogo della memoria nazionale.

## Storia
Sebbene delle origini e della storia della fortezza di Gessler si abbiano poche notizie, al giorno d'oggi è noto che nel IX secolo un nobile di nome Recho avrebbe donato al convento di San Leodegar di Lucerna i suoi beni e tra essi una fortezza situata a Küssnacht. Nel 1291 Küssnacht divenne di proprietà del re Rodolfo I d'Asburgo ed i signori che occupavano il castello assunsero il titolo di «nobili di Küssnacht». Intorno al 1418 la fortezza divenne proprietà della famiglia von Silenen ed ivi nacquero alcuni importanti discendenti come Kaspar von Silenen (1467-1517), il primo comandante della Guardia svizzera pontificia fondata a Roma dal Papa Giulio II.
Von Silenen fu accusato dai confederati di aver arruolato mercenari in Svizzera e poiché tale pratica era proibita venne condannato a morte in contumacia ed i suoi beni, fra cui lo stesso castello, vennero confiscati.
Nel corso dei secoli successivi i ruderi furono sfruttati come cava di pietra ed all'inizio del XVIII secolo utilizzati anche per la costruzione della chiesa parrocchiale di Küssnacht. Nel 1908 la Confederazione Svizzera acquistò la struttura al fine di conservarla quale luogo della memoria nazionale e tra il 1908 ed il 1916 le rovine furono dissotterrate ai fini della ricerca scientifica. Gli scavi portarono alla luce reperti risalenti al periodo compreso fra il XIII ed il XVII secolo, consentendo di dimostrare il cospicuo patrimonio di cui disponevano gli abitanti del castello. A partire dal 1917 la fortezza è stata oggetto di ripetuti interventi di conservazione e di parziale ricostruzione. I più recenti lavori di risanamento edilizio sono stati eseguiti nel 2003 e nel 2004.

## Importanza nella storiografia elvetica
Il primo accenno in riferimento al castello risale all'Urner Tellenspiel del 1512/1513, secondo il quale nella fortezza dimorava il tirannico balivo Gessler. Nel XVII secolo lo statista Aegidius Tschudi menziona il castello di Gessler in vari passi del suo Chronicon Helveticum. Oltre a dimora di Gessler la costruzione avrebbe funto anche da prigione.
Infine nel 1804 Friedrich Schiller fa rivivere la leggenda nel suo dramma Wilhelm Tell: «...quando, venendo dalla sua fortezza di Küssnacht, passa di qui il governatore Gessler con i suoi uomini a cavallo».

## Letteratura
- Ivo Zemp, Kaspar Michel, Markus Bamert, Valentin Kessler: Gesslerburg und Hohle Gasse mit Tellskapelle. (Schweizerische Kunstführer, Nr. 790, Serie 79). Hrsg. Gesellschaft für Schweizerische Kunstgeschichte GSK. Bern 2006, ISBN 978-3-85782-790-7.
- Eugen Schneiter: Die "Gesslerburg" ob Küssnacht. In: Nachrichten der Schweizerischen Vereinigung zur Erhaltung der Burgen und Ruinen (Burgenverein), Heft 3, 22 (1949), S. 122f. (PDF)